# 서울문창초등학교
서울문창초등학교는 대한민국 서울특별시 동작구 신대방동에 있는 공립 초등학교이다.

## 학교 연혁
- 1944년 5월 6일 시흥군 시흥공립국민학교 번대분교장 개교
- 1946년 2월 11일 번대방공립국민학교 개교
- 1946년 3월 31일 문창공립국민학교로 교명 변경
- 1949년 8월 14일 서울특별시로 편입
- 1982년 10월 4일 서울영림국민학교 개교로 인한 학급, 학생수 축소
- 1985년 10월 8일 서울남부국민학교 개교로 인한 학급, 학생수 축소
- 1996년 3월 1일 서울문창초등학교로 교명 변경
- 2005년 5월 11일 학교 재건축 준공식
- 2010년 1월 28일 교과부지원 사교육없는학교 자율학교지정
- 2010년 9월 4일 위클래스 상담실 설치
- 2011년 3월 1일 교과부지원 사교육절감형 창의경영학교로 전환
- 2011년 8월 1일 서울시교육청 예비혁신학교 지정
- 2011년 12월 30일 교육과정운영 우수학교 표창(교육감)
- 2011년 12월 30일 학부모 교육참여활동 우수학교 표창(교육감)
- 2012년 2월 25일 유치원 및 강당 신축 준공
- 2012년 2월 25일 서울문창초등학교병설유치원 1회 입학식
- 2012년 3월 6일 병설유치원 개원식
- 2013년 8월 31일 수업 분석실,다목적실,과학실 현대화 사업 완공
- 2013년 12월 31일 다목적실 완공(바닥 난방 및 방음 공사 실시)
- 2014년 1월 31일 실과실 현대화 사업 완공
- 2015년 8월 30일 코스쿨 조성 사업 및 방송실 현대화 사업 완공, 옥상 방수, 냉난방기 교체, 교문 확장 사업 완공.
- 2015년 12월 31일 다문화교육 우수학교 교육감 표창
- 2016년 3월 1일 서울형 혁신학교 2기 4년 재지정(2016년-2019년)[2]
- 2017년 3월 1일 다문화 예비학교 지정
- 2018년 11월 12일 생태교육 환경조성(생태연못)
- 2018년 12월 21일 학교예술교육 및 교육기부 활성화 교육감 표창
- 2018년 12월 28일 다문화교육 활성화 교육감 표창
- 2019년 1월 28일 교육활동 우수유치원 교육장 표창
- 2026년 4월 6일 개교 80주년

## 참고 자료
- 서울문창초등학교 - 한국교육학술정보원 학교알리미